# Нова столиця Єгипту

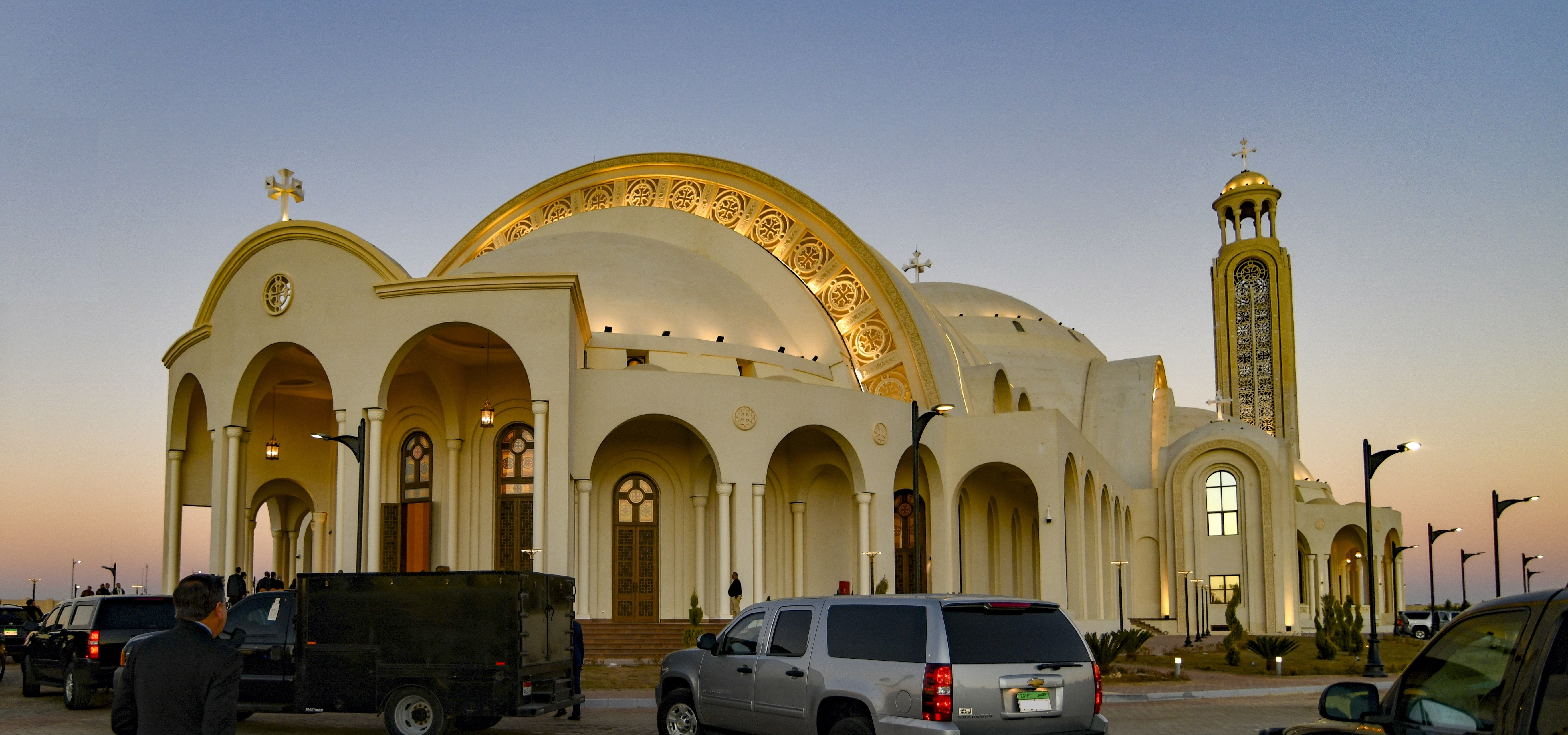
Собор Різдва Христового

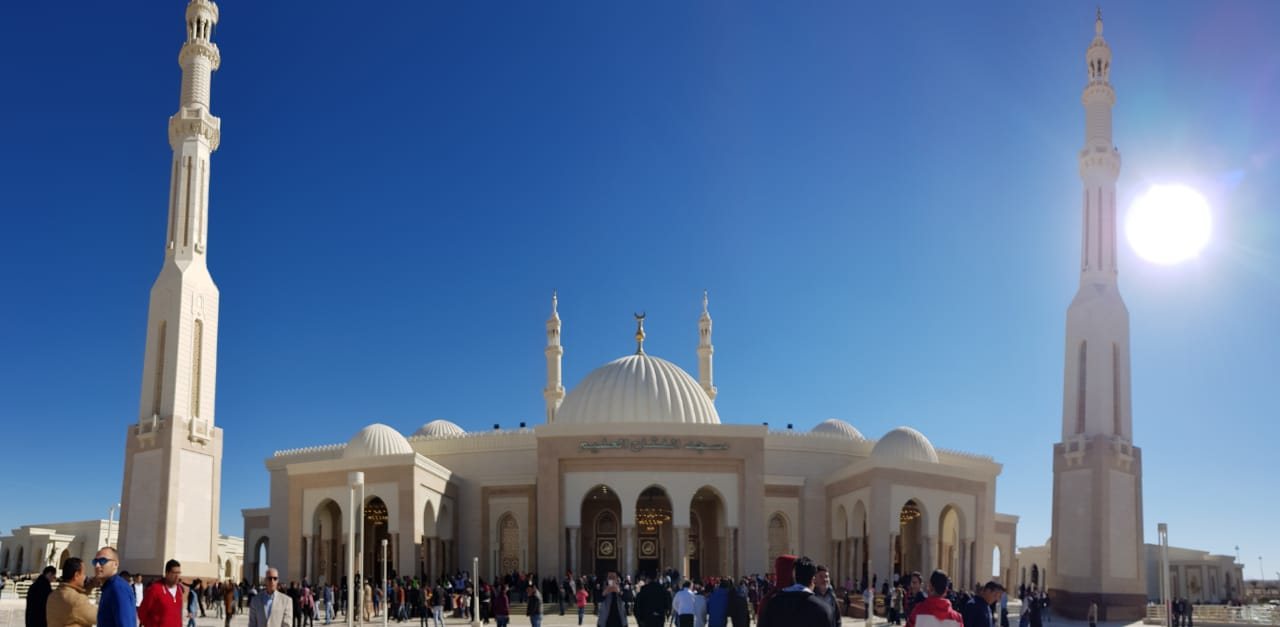
Мечеть аль-Фаттах аль-Алім

Нова столиця Єгипту — масштабний проєкт, про який оголосив міністр будівництва Єгипту Мустафа Мадбулі на Конференції з економічного розвитку Єгипту 13 березня 2015 року.

## Географія
Нове місто розташовуватиметься на схід від Каїра поблизу Другої окружної дороги в слаборозвиненому районі на півдорозі до морського порту міста Суец.

## Клімат
Майбутня столиця розташовуватиметься на широті приблизно 30 градусів на північ від екватора й перебуватиме на південному кордоні субтропічного поясу. Зима в мухафазі Каїр, де буде місто, тепла, літо спекотне, температура нерідко перевищує 40 градусів. Вдень взимку температура зазвичай перевищує 20 градусів, вночі холоднішає до 10 градусів, в окремі ночі — до 5, зрідка бувають ґрунтові заморозки. Опади в даному районі трапляються дуже рідко (клімат посушливий). Причиною є близькість до пустелі Сахара.

## Історія

### Заснування міста
13 березня 2015 року міністр будівництва Єгипту Мустафа Мадбулі на Конференції з економічного розвитку Єгипту оголосив про підготовку до будівництва нової столиці країни. Згідно з планами, безіменне поки місто стане новою адміністративною та фінансовою столицею Єгипту, місцем розташування основних державних міністерств і відомств, а також іноземних посольств. На території загальною площею близько 700 км² проживатимуть до п'яти мільйонів осіб. Також в місті планується побудувати найбільший у світі парк — «в чотири рази більше, ніж Діснейленд в Каліфорнії», виділити близько 90 км² для «сонячних ферм» — електростанцій, які отримують енергію із сонячного випромінювання, і побудувати новий міжнародний аеропорт.

### Причини перенесення столиці
Перенесення столиці з Каїру в спеціально побудоване для цих функцій місто, у бік Суецького каналу, пов'язане з перенаселенням 20-мільйонного мегаполіса, кількість мешканців якого, як вважає міністр будівництва Мустафа Мадбулі, протягом 40 років зросте ще вдвічі.

### Будівництво
14 березня 2015 року уряд Єгипту та інвестиційна компанія «Gulf Investment Corporation» з ОАЕ підписали угоду про будівництво нової адміністративної столиці Єгипту. Вартість першої черги проєкту складе 45 мільярдів доларів і за планами єгипетського уряду буде реалізована протягом семи років. За кілька днів, єгипетські військові вже почали будувати дорогу, що зв'язує Каїр з новою столицею.
Після закінчення будівництва у нову столицю переїдуть адміністрація президента, уряд, міністерства, парламент, посольства, дипломатичні представництва.

### Iconic Tower
Станом на 2021 рік Iconic Tower будується, після будівництва цей хмарочос буде найвищим в Єгипті та Африці.

### Oblisco Capitale
Oblisco Capitale — проєкт надвисокого хмарочоса, що буде височіти над новим містом. Його висота складе рекордні 1000 метрів (рівно 1 кілометр), тим самим, будівля стане найвищою в світі, перегнавши на 172 метри Бурдж-Халіфу, що нині є найвищим хмарочосом світу. Побудування планується почати 2024 року.

## Критика
Проєкт було швидко висміяно як «Потьомкінські села» і піддано критиці за те, що будівництво нереально, і всі ці ресурси слід витратити на розв'язання проблем наявних єгипетських міст, а також те, що народ Єгипту не було поінформовано про проєкт і не було консультації з народом.

## Міжнародна реакція
Держсекретар США Джон Керрі, який був присутній і виступив в Шарм-аш-Шейху, з похвалою відгукнувся про економічні реформи уряду і закликав світовий бізнес інвестувати в Єгипет.